# Coco Rocha
Coco Rocha (Mikhaila Rocha, Toronto, Ontário, 10 de setembro de 1988) é uma modelo canadense. Ela é conhecida como uma das primeiras modelos "digitais", e é conhecida também por sua defesa de modelos mais jovens.
Em maio de 2007 estampou a capa da revista Vogue Americana com as modelos Doutzen Kroes, Jessica Stam, Raquel Zimmermann, Sasha Pivovarova, Agyness Deyn, Caroline Trentini, Hilary Rhoda, Chanel Iman e Lily Donaldson, sendo citadas como a nova geração de supermodelos.

## Biografia
Rocha nasceu como Mikhaila Rocha em Toronto e cresceu em Richmond, Columbia Britânica, onde frequentou a Hugh McRoberts Secondary School. Sua família é da indústria aeronáutica. Ela é de descendência irlandesa e ucraniana, embora seu sobrenome Rocha seja tipicamente encontrado em países de língua portuguesa.

## Vida pessoal
Rocha foi batizada como Testemunha de Jeová em 2009. Casou-se com James Conran em 9 de junho de 2010, com quem tem uma filha, Ioni James Conran, nascida em 28 de março de 2015, e um filho, Iver Eames Conran, nascido em 20 de abril de 2018. Seu terceiro filho, uma menina, Iley Ryn Coran, nasceu em 22 novembro de 2020.